# آیتا (کومونه)
آیتا (به ایتالیایی: Aieta) یک کومونه در ایتالیا است که در استان کزنتزا واقع شده‌است.

## خصوصیات
آیتا ۴۷ کیلومترمربع مساحت و ۸۸۸ نفر جمعیت دارد و ۵۲۴ متر بالاتر از سطح دریا واقع شده‌است.